# Tau Orionis
Tau Orionis (τ Ori, τ Orionis) é uma estrela na constelação de Orion. Se encontra a 555 anos-luz da Terra.
Tau Orionis é uma gigante azul de tipo espectral B5III. Possui três companheiras visuais, Tau Orionis B, C e D.